# きたたかし
きた たかし（きた たかし、1931年9月12日 - ）は、日本の歌手、ソングライター（演歌・歌謡曲）、音楽プロデューサー。きたたかし音楽事務所 代表。

## 略歴
茨城県水戸市出身。 演奏家 北村りゅうじに師事。茨城県内で流しの演歌師となる。日本マーキュリーの歌手を経て、作詞・作曲、カラオケ指導、音楽プロデュースの道に入る。きたたかし音楽事務所 代表。毎週日曜日に水戸市谷田町の屋外ステージにて「カラオケ野舞台」を開催。茨城県内の健康センターなどで定期的にカラオケ大会を主催する。
日本全国に多くの弟子が点在、1985年頃には自身の歌唱・作詞・作曲「花嫁化粧」が茨城県内の有線放送から火が付き、結婚式場のゲスト出演として評判になった。日本楽友会（遠藤実 最高顧問・伏見竜治 会長）副幹事長時代に最高顧問の遠藤実より感謝状授与。茨城歌謡作家協会（磯部たけを 会長）に参加。
1990年代には茨城放送にレギュラー番組「あなたがスター」（2年間放送）を持っていた。
1993年より毎年恒例「農村ふるさとまつり」（農村ふるさとまつり実行委員会主催）実行委員。
1999年よりインディーズレーベル「ブロンレコード」運営。カラオケ教室と歌手のプロ養成教室を運営。

## 代表作品（作曲）
- 「噫々忠臣赤穂義士」きたこみね（作詞：藤たかし）
- 「あなたなしでは」きたみのる（作詞：飯塚義美）
- 「胡蝶蘭の宿」北ゆたか（作詞：こみね雪）
- 「海鳴り酒場」北正一（作詞：池口恵観）
- 「久慈川慕情」北ゆう子（作詞・作曲：きたたかし 編曲：只野通泰）
- 「酒場のグラス」北たかし（作詞：長山たかのり ）
- 「残波岬に風が泣く」北さとみ（作詞：かたみ喜一）
- 「七会音頭」久保勇次（作詞：村制100周年記念事業実行委員会）
- 「那珂川ブルース」きたこみね（作詞：こみね雪）
- 「那珂川のひと」きたみのる（作詞・作曲：きたたかし）
- 「花嫁化粧」庄司まさかつ　きたたかし（作詞・作曲：きたたかし）
- 「はまざくの花」きたこみね（作詞：こみね雪）
- 「ふりかえらないわ」長谷こういち（作詞：飯田つのみ）
- 「ひとつ星」きたこみね（作詞：飯田つのみ）
- 「男のふるさと」新堀広介（作詞：飯田つのみ）
- 「梅情話」きたこみね（作詞：飯田つのみ）
- 「振り向けば愛」きたこみね（作詞：飯田つのみ）
- 「哀愁の筑波路」岡田平（作詞：助川さだと ）
- 「愛染人形雪がこい」こみね春（作詞：こみね雪）
- 「男の故郷」竹之内勝男（作詞：宮本かずや ）
- 「おまえ百まで」梅川彩（作詞：こみね雪）
- 「親娘雲」大川ゆうか（作詞：黒澤孝至）
- 「女の街角」山田久江（作詞：兵頭風児）
- 「霧の浮橋」こみねまち子（作詞：こみね雪）
- 「苦労坂道夫婦―めおと―みち」あくつ真也
- 「幸せとうせんぼ」渡辺好夫（作詞：嶋　淳平）
- 「しぐれ宿」北京子（作詞：かたみ喜一）
- 「出世船」イイダヨシイチ（作詞：助川さだと ）
- 「母のことばが・・・」大竹美那子（作詞：川上良雄 ）
- 「涸沼川情歌」ごとうとしお（作詞：大関東三 補作詞：こみね雪）
- 「高村豊四郎」北転船（作詞：宮本かずや ）
- 「北海月夜」峰こうじ（作詞：淡島千佳夫 ）
- 「夫婦街道」北ひろしと幸子（作詞：栗原靖峰）
- 「めおと雪」山越のぶよし（作詞：飯塚義美）
- 「夢波止場」北洋子（作詞：かたみ喜一）
- 「渡良瀬の夜」長谷こういち（作詞・作曲：きたたかし）

他141曲　JASRAC届出